# 明尼蘇達州第一國會選區
明尼蘇達州第一國會選區是美国明尼蘇達州的八個國會選區之一。當前眾議員為共和黨籍的布拉德·芬斯塔德。